# Resultados do Carnaval de Teresina
Resultados do Carnaval em Teresina

## 2006
| Pos | Escolas                  | Pts    | Classificação ou rebaixamento | Ref   |
| --- | ------------------------ | ------ | ----------------------------- | ----- |
| 1   | Skindô                   | 156.65 | Campeã de 2006                | [ 1 ] |
| 2   | Brasa Samba              | 155.60 |                               | [ 1 ] |
| 3   | Ziriguidum               | 155.30 | [ 1 ]                         |       |
| 4   | Sambão                   | 147.05 | [ 1 ]                         |       |
| 5   | Mocidade do Parque Piauí | 138.35 | [ 1 ]                         |       |
| 6   | Unidos da Saudade        | 136.50 | [ 1 ]                         |       |

## 2007
| 1 | Skindô            |             | Campeã de 2007 | [ 2 ] [ 3 ] |
| 1 | Ziriguidum        | [ 2 ] [ 3 ] | Campeã de 2007 |             |
| 2 | Sambão            |             | [ 2 ] [ 3 ]    |             |
| 3 | Brasa Samba       | [ 2 ] [ 3 ] |                |             |
| 4 | Mocidade          | [ 2 ] [ 3 ] |                |             |
| 5 | Unidos da Saudade | [ 2 ] [ 3 ] |                |             |

## 2008
| Pos | Escolas           | Pts         | Classificação ou rebaixamento | Ref         |
| --- | ----------------- | ----------- | ----------------------------- | ----------- |
| 1   | Skindô            |             | Campeã de 2008                | [ 4 ] [ 5 ] |
| 1   | Brasa Samba       | [ 4 ] [ 5 ] | Campeã de 2008                |             |
| 2   | Sambão            |             | [ 4 ] [ 5 ]                   |             |
| 3   | Mocidade Alegre   | [ 4 ] [ 5 ] |                               |             |
| 4   | Unidos da Saudade | [ 4 ] [ 5 ] |                               |             |

## 2009
| Pos | Escolas         | Pts   | Classificação ou rebaixamento | Ref   |
| --- | --------------- | ----- | ----------------------------- | ----- |
| 1   | Brasa Samba     | 198,4 | Campeã do carnaval 2009       | [ 6 ] |
| 2   | Skindô          | 198   |                               | [ 6 ] |
| 3   | Sambão          | 196,4 | [ 6 ]                         |       |
| 4   | Mocidade Alegre | 169,4 | [ 6 ]                         |       |

## 2012
| Não houve o Desfile das escolas de Samba | Não houve o Desfile das escolas de Samba | Não houve o Desfile das escolas de Samba | Não houve o Desfile das escolas de Samba | [ 7 ] |
| Blocos carnavalescos                     |                                          |                                          |                                          |       |
| Pos                                      | Escolas                                  | Pts                                      | Classificação ou rebaixamento            | Ref   |
| 1                                        | Filhos da África                         | 132                                      | Campeã de 2012                           | [ 8 ] |
| 2                                        | Baião de Boi                             | 102                                      |                                          | [ 8 ] |
| 3                                        | Nós Tudinha                              | 101,5                                    | [ 8 ]                                    |       |
| 4                                        | Línguas Venenosas                        | 100,5                                    | [ 8 ]                                    |       |
| 5                                        | Mole não entra                           | 100                                      | [ 8 ]                                    |       |
| 6                                        | Piauí Samba                              | 99                                       | [ 8 ]                                    |       |
| 7                                        | Guericó                                  | 97,5                                     | [ 8 ]                                    |       |
| 8                                        | Amigos do Cabral                         | 97                                       | [ 8 ]                                    |       |
| 9                                        | Tabaco Roxo                              | 83,5                                     | [ 8 ]                                    |       |
| 10                                       | Treme Terra                              | 83                                       | [ 8 ]                                    |       |

## 2013
Assim como no ano anterior, novamente não se teve o Desfile das Escolas de Samba, em Teresina. sendo motivado devido a falta de tempo para organizar o desfile. o que fez o retorno das escolas para o próximo ano.

## 2014
Após dois anos, o desfile das escolas de samba retornou. mas só com três: Sambão, Mocidade Alegre do Parque Piauí e Unidos da Santana. A Skindô ia desfilar nesse ano, mas preferiu desfilar  em 2015. sendo assim as três desfilaram  sem competir, como uma prévia para o próximo ano

## 2015
Nesse ano, além da Sambão, Mocidade Alegre e Unidos da Santana, voltaram a desfilar as escolas de samba Skindô, Brasa Samba e a estreante Galo Tricolor, totalizando 6 escolas, todas desfilando sem disputa.

## 2016
O ano de 2016 marcou a volta da disputa das escolas de samba de Teresina, depois de 7 anos sem competição, e contou com a volta da Ziriguidum, que foi a campeã.
| Posição | Escolas           | Pontos | Classificação ou rebaixamento                               | Referências |
| ------- | ----------------- | ------ | ----------------------------------------------------------- | ----------- |
| 1       | Ziriguidum        | 173,7  | Campeã do carnaval 2016                                     | [ 6 ]       |
| 2       | Sambão            | 172,5  |                                                             | [ 6 ]       |
| 3       | Brasa Samba       | 171,1  | [ 6 ]                                                       |             |
| 4       | Skindô            | 168,2  | [ 6 ]                                                       |             |
| 5       | Galo Tricolor     | 153,6  |                                                             |             |
| 6       | Mocidade Alegre   | 150,1  |                                                             |             |
| **      | Unidos da Santana | ****   | Não pontuou. Foi desclassificada por atrasar a apresentação |             |